# Gurjão
Gurjão é um município brasileiro do estado da Paraíba, localizado no Sertão do Cariri (Oriental) Paraibano e na Região Geográfica Imediata de Campina Grande. De acordo com o IBGE (Instituto Brasileiro de Geografia e Estatística), em 2019 sua população era estimada em 4 500 habitantes. A sua área territorial é 344,502 km².

## Economia
A economia do município de Gurjão é composta basicamente por atividades de pecuária, agricultura e comércio.

### Pecuária
A pecuária figura como a principal atividade econômica de Gurjão. Destaca-se a criação de gado leiteiro e a caprino-ovicultura, esta última apresentando um forte crescimento e se consolidando como vocação natural da região.
| Efetivo de Rebanhos (cabeças) Fonte IBGE-Pesquisa Pecuária Municipal | 1991   | 2000  | 2001  | 2002   | 2003   | 2006   |
| Asinino                                                              | 296    | 310   | 312   | 358    | 360    | 330    |
| Bovino                                                               | 10.350 | 4.492 | 4.200 | 3.980  | 4.370  | 3.900  |
| Caprino                                                              | 8.044  | 5.970 | 8.358 | 11.096 | 14.000 | 14.500 |
| Equino                                                               | 436    | 185   | 200   | 150    | 155    | 140    |
| Galinha                                                              | 8.044  | 2.425 | 2.500 | 2.750  | 1.980  | 2.100  |
| Galo                                                                 | 13.442 | 4.002 | 4.180 | 4.598  | 2.420  | 2.500  |
| Muar                                                                 | 243    | 53    | 55    | 44     | 40     | 33     |
| Ovino                                                                | 7.620  | 5.055 | 5.100 | 4.063  | 4.266  | 4.100  |
| Suino                                                                | 2.395  | 1.156 | 1.060 | 792    | 496    | 445    |

A seguir é apresentado o gráfico evolutivo dos principais rebanhos:
| Indicador de Produção IBGE/2006                            | Quantidade           |
| Número de Estabelecimentos com Produção de Leite de Vaca   | 192 Estabelecimentos |
| Produção de Leite de Vaca/Ano                              | 1.798 Mil litros     |
| Número de Estabelecimentos com Produção de Leite de Cabra  | 16 Estabelecimentos  |
| Produção de Leite de Cabra/Ano                             | 102 Mil litros       |
| Número de Estebalecimentos com Produção de Ovos de Galinha | 121 Estabelecimentos |
| Produção de Ovos de Galinha/Ano                            | 26 Mil dúzias        |

### Agricultura
A agricultura é totalmente voltada à subsistência, tendo em vista os baixos índices pluviométricos e períodos chuvosos irregulares. As principais culturas são de milho e feijão.
De acordo com o Censo Agropecuário 2006 do IBGE temos os seguintes resultados:
| Indicador                                                  | Resultado            |
| Número de Estabelecimentos Agropecuários                   | 282 Estabelecimentos |
| Área dos Estabelecimentos Agropecuários                    | 25.443 hectares      |
| Número de Estabelecimentos com Área de Lavouras            | 282 Estabelecimentos |
| Área de Lavouras                                           | 3.288 hectares       |
| Número de Estabelecimentos com Áreas de Pastagens Naturais | 215 Estabelecimentos |
| Área de Pastagens Naturais                                 | 13.763 hectares      |
| Número de Estabelecimentos com Área de Matas e Florestas   | 49 Estabelecimentos  |

Além disso, o cultivo da palma forrageira se executa continuamente, em grandes áreas reservadas para esse fim pelos produtores. A finalidade do cultivo dessa cultura é de servir como base alimentar dos rebanhos em épocas de estiagem e escassez de pastagens.
O comércio também ocupa um lugar de destaque em sua economia.

### Produto Interno Bruto-PIB
Os dados do IBGE de 2005, apresentaram as seguintes informações a respeito do seu Produto Interno Bruto:
- Valor Adicionado na Agropecuária:    R$ 2.080.000,00
- Valor Adicionado na Indústria:       R$ 650.000,00
- Valor Adicionado no Serviço:         R$ 6.397.000,00
- Impostos:                            R$ 250.000,00
- PIB a Preço de Mercado Corrente:     R$ 9.377.000,00

## Geografia

### Clima
O município está incluído na área geográfica de abrangência do semiárido brasileiro, definida pelo Ministério da Integração Nacional em 2005.  Esta delimitação tem como critérios o índice pluviométrico, o índice de aridez e o risco de seca.
Dados do Departamento de Ciências Atmosféricas, da Universidade Federal de Campina Grande, mostram que Gurjão apresenta um clima com média pluviométrica anual de 473.8 mm e temperatura média anual de 23.7 °C.
| Dados climatológicos para Gurjão              | Dados climatológicos para Gurjão | Dados climatológicos para Gurjão | Dados climatológicos para Gurjão | Dados climatológicos para Gurjão | Dados climatológicos para Gurjão | Dados climatológicos para Gurjão | Dados climatológicos para Gurjão | Dados climatológicos para Gurjão | Dados climatológicos para Gurjão | Dados climatológicos para Gurjão | Dados climatológicos para Gurjão | Dados climatológicos para Gurjão | Dados climatológicos para Gurjão |
| Mês                                           | Jan                              | Fev                              | Mar                              | Abr                              | Mai                              | Jun                              | Jul                              | Ago                              | Set                              | Out                              | Nov                              | Dez                              | Ano                              |
| --------------------------------------------- | -------------------------------- | -------------------------------- | -------------------------------- | -------------------------------- | -------------------------------- | -------------------------------- | -------------------------------- | -------------------------------- | -------------------------------- | -------------------------------- | -------------------------------- | -------------------------------- | -------------------------------- |
| Temperatura máxima média (°C)                 | 32,0                             | 31,4                             | 30,8                             | 30,1                             | 28,8                             | 27,7                             | 27,5                             | 28,7                             | 30,1                             | 31,8                             | 32,5                             | 32,5                             | 30,3                             |
| Temperatura média (°C)                        | 25,0                             | 24,7                             | 24,4                             | 24,1                             | 23,3                             | 22,2                             | 21,8                             | 22,1                             | 23,1                             | 24,1                             | 24,7                             | 25,0                             | 23,7                             |
| Temperatura mínima média (°C)                 | 20,4                             | 20,5                             | 20,4                             | 20,1                             | 19,5                             | 18,4                             | 17,5                             | 17,5                             | 18,5                             | 19,3                             | 19,9                             | 20,3                             | 19,4                             |
| Precipitação (mm)                             | 23,1                             | 72,7                             | 101,9                            | 129,9                            | 41,9                             | 31,9                             | 35,5                             | 9,8                              | 3,1                              | 5,3                              | 4,8                              | 10,5                             | 473,8                            |
| Fonte: Departamento de Ciências Atmosféricas. |                                  |                                  |                                  |                                  |                                  |                                  |                                  |                                  |                                  |                                  |                                  |                                  |                                  |